# Josep Montanyès i Moliner
Josep Montanyès i Moliner (Horta, Barcelona, 25 d'octubre de 1937 – ibid., 10 de novembre de 2002) va ser director de teatre i televisió, actor, professor i gestor teatral. Va ser un dels primers alumnes de l'Escola d'Art Dramàtic Adrià Gual, creador de la cooperativa teatral d'amateurs Grup d'Estudis Teatrals d'Horta (G.E.T.H.), cofundador del Teatre de l'Escorpí i altres iniciatives teatrals, com el Teatre Estable, i director de l'Institut del Teatre i del Teatre Lliure. Va morir als 65 anys a causa d'una aturada cardio-respiratòria. El seu fill Joan Montanyès i Martínez, conegut com a "Monti", era un distingit pallasso de circ.

## Biografia
El seu interès pel teatre va arribar aviat, quan només amb dotze anys començà a interpretar els seus primers papers al Centre Parroquial d'Horta, al seu barri natal. Com a jove treballador assistia al teatre que llavors s'anomenava ‘de claca’, aplaudint a canvi d'una considerable rebaixa en el preu de les entrades. Fou en aquest moment quan un conegut d'Horta – un company ‘de claca’ – el va convidar a acompanyar-lo a del Coliseum per assistir al naixement i presentació d'una nova escola de teatre: l'Escola d'Art Dramàtic Adrià Gual, a la qual Josep Montanyès s'apuntà l'endemà mateix. Van començar així els seus primers estudis de teatre, malgrat que atret més per l'aprenentatge que per la professionalització, es mantingué al marge de Gual. Durant aquest període – l'any 1964 – va organitzar i fundar el Grup d'Estudis Teatrals d'Horta, un conjunt amateur d'apassionats del teatre, en tots els àmbits, que es consolidà com un dels noms propis del teatre independent català. Fou a partir del grup d'Horta i de la crisi que assolà el país entre els anys 60-70 que Montanyès, fins llavors gerent d'empresa, decidí llançar-se professionalment al teatre, tot i que arrencant primer a partir de la televisió: 
Me'n vaig anar a la televisió, vaig dir a uns companys que ja coneixia dins el món professional que volia fer de director i que em donessin feina. […] Són dues coses molt diferents i [la televisió] només m'ha servit per estimar més el teatre.
Una vegada arrencada, la seva aportació al teatre català no va disminuir mai. Durant els inicis va ser per tant present als principals grups teatrals catalans del moment, tant com a actor, com a director, gestor o dinamitzador cultural de primer ordre. Entrà en contacte amb una elit cultural que l'acompanyaria al llarg de la seva carrera, amics i companys com Maria Aurèlia Capmany o Josep Maria Segarra. Encara que treballava a la televisió per guanyar-se la vida, la seva passió va ser sempre el teatre. Amb Albert Boadella van muntar una escola anomenada Centre Estudis Nous de Teatre (1969-1971), que malgrat la seva curta vida va rebre estudiants com Anna Lizaran o Lluís Pasqual.
Sense aturar la seva activitat amb el G.E.T.H., es va vincular a l'Institut del Teatre a partir de 1970. Comença com a professor d'Expressió Oral i d'Interpretació en la nova etapa de la institució, capitanejada per Hermann Bonnín, en aquell moment director. La destitució d'aquest el 1980 va donar l'accés a Montanyès, que mantingué el títol de Director de l'Institut del Teatre fins al 1988. Ara bé, un dels passos més decisius de la seva trajectòria va ser realment la fundació – l'any 1974, juntament amb Fabià Puigserver, Joan Nicolas i Guillem-Jordi Graells – d'un petit grup de teatre d'espectacles emblemàtics: el Teatre de l'Escorpí. Alhora, dos anys més tard, es trobà també immers en la fundació del Teatre Lliure – hereu inesperat de l'estela de l'E.A.D.A.G., que desaparegué el 1978 –, tot i que no va entrar plenament en el col·lectiu fins a la petició exprés de Fabià Puigserver l'any 1986.
Va seguir participant en diversos espectacles, va dirigir una trentena d'obres teatrals, fou escenògraf de diverses, i va actuar en més de cinquanta obres d'autors catalans i estrangers. Des de 1982 va realitzar diverses obres de televisió; l'any 1991 fins i tot va debutar com a director d'òpera amb Una cosa rara, de Martin i Soler, al Gran Teatre del Liceu. No va abandonar mai la seva passió per l'actuació i la direcció, però per la seva habilitat de negociació i concili va ser aviat situat en diversos càrrecs de gestió; fou per exemple vicepresident i president de l'Asociación de Directores de Escena de España (1988-1999), director de l'Institut d'Edicions de la Diputació de Barcelona (1990-2000) o vicepresident de l'Associació d'Actors i Directors Professionals de Catalunya (1991-2002). Alhora fou nomenat director del Teatre Lliure enmig de les crisis d'aquest; quelcom similar a les dificultats que el van obligar a recuperar el càrrec de director de l'Institut del Teatre el 2001.

## Premis
Va rebre diverses distincions, entre les quals hi ha el Premi de la Crítica Serra d'Or, el Nacional d'activitats teatrals (1998), el Yorick, el del Festival de Sitges (premi a la millor companyia, millor obra i millor direcció per La fira de la mort), l'ADE i el Crítica de Barcelona.

## Fons
Els fons personals de l'actor, director i dinamitzador teatral han estat cedits per la seva família al Museu de les Arts Escèniques de l'Institut del Teatre de Barcelona, que s'ha encarregat de la seva catalogació.